# Autruy-sur-Juine
Autruy-sur-Juine település Franciaországban, Loiret megyében. Lakosainak száma 729 fő (2022. január 1.). Autruy-sur-Juine Andonville, Charmont-en-Beauce, Erceville, Morville-en-Beauce, Outarville, Pannecières, Thignonville, Angerville és Le Mérévillois községekkel határos.

## Népesség
A település népességének változása:
| Lakosok száma | 549  | 703  | 817  | 749  | 692  | 685  | 688  | 699  | 710  | 729  |
|               | 1968 | 1982 | 1990 | 2006 | 2013 | 2015 | 2017 | 2019 | 2020 | 2022 |